# 第四次重慶戰鬥 (北洋政府時期)
重慶戰鬥發生於1926年5月23日，地點則是在中國川南一帶，是北洋政府時期的戰鬥之一。重慶戰鬥的交戰雙方，一方為川軍楊森部另一方為黔軍袁祖銘部。

## 參看
- 北洋政府
- 中華民國北洋政府時期內戰戰鬥列表